# Magnus Krumlinde
Erik Adam Magnus Krumlinde, född 3 mars 1961 i Kalmar, Kalmar län, är en svensk ämbetsman. Sedan 2021 är han biträdande chef vid Säkerhetspolisen, SÄPO.

## Biografi
Magnus Krumlinde är utbildad reservofficer i armén. År 1983 tog han examen vid Polishögskolan och inledde sin karriär i Kalmar polisdistrikt. År 1989 började han arbeta på Säkerhetspolisen och tjänstgjorde under ett antal år som livvakt för den kungliga familjen. Han har därefter arbetat inom Säkerhetspolisens olika verksamhetsområden, både nationellt och internationellt, och varit chef på olika nivåer. Han var 2010–2014 ambassadråd vid Sveriges ambassad i London. Åren 2015–2020 var han avdelningschef och del av myndighetsledningen vid Säkerhetspolisen och 2021 utsågs han av regeringen till biträdande säkerhetspolischef.
Han är sedan 1994 gift och har en son.